# Rhipidia pulcherrima
Rhipidia pulcherrima är en tvåvingeart som beskrevs av Edwards 1928. Rhipidia pulcherrima ingår i släktet Rhipidia och familjen småharkrankar. Inga underarter finns listade i Catalogue of Life.